# Phare de Portlock Point
Le phare de Portlock Point est un phare situé sur Prevost Island (en) entre l'île Mayne et l'île Saltspring sur la côte sud-est de l'île de Vancouver, dans le District régional de la Capitale (Province de la Colombie-Britannique), au Canada.
Ce phare est géré par la Garde côtière canadienne.

## Histoire
Le premier phare a été construit en 1895 sur Portlock Point, la pointe est de l'île Prevost. C'était une tour pyramidale en bois de près de 15 m sur une maison de gardien. Il a été mis en service le 1er novembre 1895 avec une lumière blanche fixe et une lumière rouge de secteur. Il a reçu une cloche de brouillard en 1986 qui, à l'origine, provenait du phare d'Active Pass.
Le phare a été automatisé en 1964 après une explosion détruisant la maison et tuant le gardien. Une tour plus courte a été construite en 1987 ainsi qu'un hélipad de service.

## Description
Le phare actuel, datant de 1987, est une tourelle pyramidale blanche, avec une galerie et une lanterne rouge, de 7,5 m de haut. Il émet, à une hauteur focale de 15,5 m, un bref éclat blanc chaque seconde. Sa portée nominale est de 7 milles nautiques (environ 13 km).
Le phare est sur la réserve de parc national des Îles-Gulf. La propriété a été transférée à celui-ci.
Identifiant : ARLHS : CAN-411 - Amirauté : G-5368 - NGA : 13504 - GCC : 0267.
|           |
| Îles-Gulf |

|                |
| Portlock Point |

### Lien connexe
- Liste des phares de la Colombie-Britannique